# Васумитра
Васумитра — правитель империи Шунга с 131 года до н. э. по 124 год до н. э. в Северной Индии. Он был сыном царя Агнимитры от его жены Дхарини и родным либо сводным братом Васуджтьештхи. В Малавикагнимитрам (акт V, стих 14), Калидаса сообщает, что Васумитра охранял жертвенную лошадь своего деда Пушьямитры, также он победил армию «яванов» (индо-греков) возле берегов реки Синдху.
В Харшачарите он упоминается как «Сумитра» и сообщается, что он был убит Митрадевой (или Муладевой, согласно некоторым рукописям). Ему наследовал Анхрака (Антака, Бхадрака или Бхадра, пураны называют его преемника по-разному).